# Lost Highway (film)
Lost Highway is een Amerikaanse psychologische thriller uit 1997 onder regie van David Lynch. Hij schreef het scenario hiervoor zelf samen met Barry Gifford.

## Verhaal
Jazzsaxofonist Fred Madison (Bill Pullman) woont met zijn vrouw Renee (Patricia Arquette) in een modern, strak vormgegeven huis. Al snel wordt duidelijk dat er een vreemde spanning in hun kinderloze huwelijk heerst. De film begint als er wordt aangebeld en Fred over de intercom hoort dat een zekere Dick Laurent vermoord is. Als hij naar buiten kijkt ziet hij niemand. Daarna vindt het echtpaar elke ochtend een bruine envelop met een videocassette op de trap voor hun huis. De eerste video is een opname van de buitenkant van hun huis, maar de daaropvolgende banden zijn in hun huis opgenomen en tonen zelfs Renee en Fred die in bed liggen te slapen. De politie kan er weinig aan doen.
Op een feest bij Andy (Michael Massee), een oude bekende van Renee, ontmoet Fred een vreemde man (gespeeld door Robert Blake). Deze man vertelt Fred dat hij op dit moment in hun huis is. Als Fred naar huis belt neemt de vreemde man inderdaad op. Van Andy hoort Fred dat de vreemde man een vriend van Dick Laurent is. Onderweg naar huis vertelt Renee dat ze Andy lang geleden heeft leren kennen in een zaak met de naam Moke's. Hij heeft haar een baantje bezorgd, maar ze zegt zich niet te kunnen herinneren wat voor baantje dat was.
Als Fred en Renee bij hun huis aankomen is er niemand, maar we zien wel verontrustende schaduwen. De volgende ochtend zien we Fred in zijn eentje een nieuwe video bekijken. Hij begint hetzelfde als de vorige video, maar als de camera in de slaapkamer aankomt, zien we een ontredderde Fred met het gruwelijk verminkte lijk van Renee.
Fred wordt voor de moord op zijn vrouw ter dood veroordeeld. In de dodencel ontwikkelt hij een vreselijke hoofdpijn en slapeloosheid. Na een nacht waarin Fred wordt geteisterd door visioenen is de man in de dodencel niet langer Fred Madison, maar Pete Dayton (Balthazar Getty), een 24-jarige automonteur. Hij heeft een lelijke hoofdwond en is erg in de war. Aangezien er geen enkel verband lijkt te bestaan tussen Fred Madison en Pete Dayton kan hij niet worden vastgehouden.
Nadat hij hersteld is gaat Pete weer aan de slag bij de garage waar hij werkt. Een van zijn vaste klanten is de gewelddadige Mr. Eddy (Robert Loggia), die wordt geïdentificeerd als Dick Laurent. Zijn maîtresse ziet er precies uit als Renee, maar jonger en met blond in plaats van bruin haar. Zij en Pete zijn gefascineerd door elkaar. Later stelt ze zich voor als Alice Wakefield. De twee beginnen een gepassioneerde affaire. Als Mr. Eddy dit begint te vermoeden, stelt Alice voor om te vluchten. Om aan geld te komen wil ze Andy beroven, die ze op precies dezelfde wijze blijkt te hebben leren kennen als Renee. Andy heeft haar met Mr. Eddy in contact gebracht en hij blijkt pornografische films te maken voor Mr. Eddy.
Na de overval op Andy, waarbij deze om het leven komt, rijden Alice en Pete naar een huisje van een heler in de woestijn. Hij is niet aanwezig, en Alice en Pete bedrijven buiten de liefde. Zij gaat het huisje in, en als hij daarna opstaat is hij opnieuw Fred Madison. Op dat moment verschijnt de vreemde man weer en Alice is verdwenen. Fred gaat ervandoor over een weg die wordt aangeduid als de Lost Highway. In het langs de weg gelegen Lost Highway-hotel treft hij Dick Laurent aan, die net gevreeën heeft met Renee. Als zij weg is, ontvoert Fred Mr. Eddy/Dick Laurent naar de woestijn en vermoordt hem dan met hulp van de vreemde man.
De volgende ochtend rijdt Fred terug naar zijn voormalige huis en belt aan. Daarna zegt hij in de intercom dat Dick Laurent dood is. Als hij terug loopt naar zijn auto wordt hij gezien door de politie. De achtervolging die daarop volgt leidt weer naar de Lost Highway. De film eindigt als Fred Madison tijdens de achtervolging weer een aanval krijgt zoals die in de gevangenis voorafging aan de persoonsverwisseling met Pete.

## Rolverdeling
| Acteur                 | Personage                     |
| ---------------------- | ----------------------------- |
| Bill Pullman           | Fred Madison                  |
| Balthazar Getty        | Peter Raymond Dayton          |
| Patricia Arquette      | Renée Madison/Alice Wakefield |
| Robert Blake           | Mystery Man                   |
| Robert Loggia          | Dick Laurent/Mr. Eddy         |
| Michael Massee         | Andy                          |
| Richard Pryor          | Arnie                         |
| Jack Nance             | Phil                          |
| John Roselius          | Det. Al                       |
| Louis Eppolito         | Det. Ed                       |
| Carl Sundstrom         | Det. Hank                     |
| John Solari            | Det. Lou                      |
| Gary Busey             | William Dayton                |
| Lucy Butler            | Candace Dayton                |
| Natasha Gregson Wagner | Sheila                        |

## Filmmuziek
De muziek voor de film is geproduceerd door Trent Reznor, de zanger van de band Nine Inch Nails. Deze band componeerde voor de film het nummer "Perfect Drug".
De film opent met het nummer "I'm Deranged" van David Bowie. Tijdens de film wordt het nummer "Eye" van the Smashing Pumpkins ten gehore gebracht (gecomponeerd door Billy Corgan), dit nummer is van een geheel andere stijl dan wat op het album Mellon Collie and the Infinite Sadness staat, dat in 1995 is uitgebracht. Naast jazzmuziek van Angelo Badalamenti heeft ook de hardere muziek van Rammstein en Marilyn Manson een prominente plaats in de film. Zowel de gelijknamige zanger van Marilyn Manson als Marilyn Manson-bassist Twiggy Ramirez verschijnen kort in de film als pornoster.

## Trivia
- Componiste Olga Neuwirth heeft op deze film een opera gebaseerd; deze opera draagt dezelfde naam als de film.
- In de film is ook muziek van de groep Rammstein te horen. Dit is de doorbraak voor Rammstein in de Verenigde Staten geweest.